# روبرت بيرسون
روبرت بيرسون هو سياسي كندي، ولد في 18 مايو 1879 في كندا، وتوفي في 3 يوليو 1956 في كالغاري في كندا. انتخب عضو الجمعية التشريعية ألبرتا.